# Église Saint-Christophe de Nitry
Pour les articles homonymes, voir Église Saint-Christophe.
L'église Saint-Christophe de Nitry est une église située à Nitry, en France.

## Localisation
L'église est située dans le département français de l'Yonne, sur la commune de Nitry.

## Historique
L'édifice est inscrit au titre des monuments historiques en 1995.